# Guy Ngan
Guy Ngan (1926 - 26 de junio de 2017) fue un artista neozelandés, que trabajó una amplia gama de medios, incluyendo la escultura, pintura, dibujo, diseño y arquitectura. Es conocido por incorporar de motivos maoríes tales como el tiki. 
Muchas de sus obras se encuentran en lugares prominentes, como el tapiz de la colmena y la escultura en el Banco de la Reserva, y muchos otros están salpicados por todo el país en lugares oscuros, como la entrada al Stokes Valley.

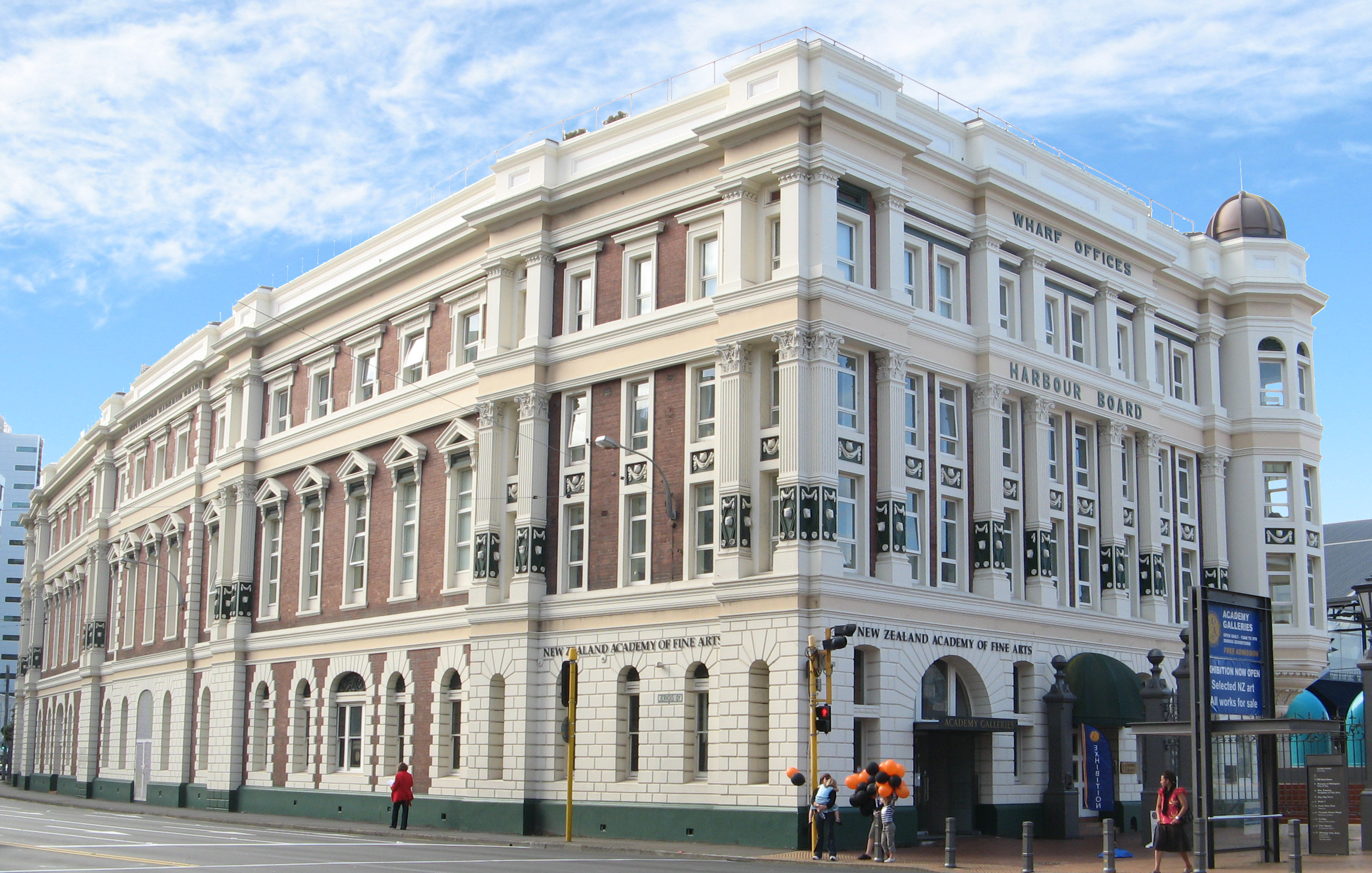
Edificio de la Academia de Bellas Artes de Welligton, de la que Guy Ngan fue director.

## Datos biográficos
Guy Ngan nació en Wellington en 1926, de padres chinos, pero se llama a sí mismo "Pacific Chinese" (chino del Pacífico). Pasó un tiempo en China antes de regresar a Nueva Zelanda y posteriormente estudiar arte en Londres. 
Ha tenido una presencia significativa en la escena artística de Nueva Zelanda, y fue director de la Academia de Nueva Zelanda de Bellas Artes de 1976 a 1986.
En 2006 una gran retrospectiva de su obra se llevó a cabo en la Galería de Arte de la ciudad de Wellington. A partir de 2010 Guy Ngan reside en Stokes Valley y ha vivido en el valle durante unos 50 años. Guy Ngan creó la escultura que se encuentra a la entrada de Stokes Valley y recientemente ha sido encargado por el Consejo de la localidad de Lower Hutt para diseñar y construir otra gran escultura para el centro comercial de Stokes Valley. 

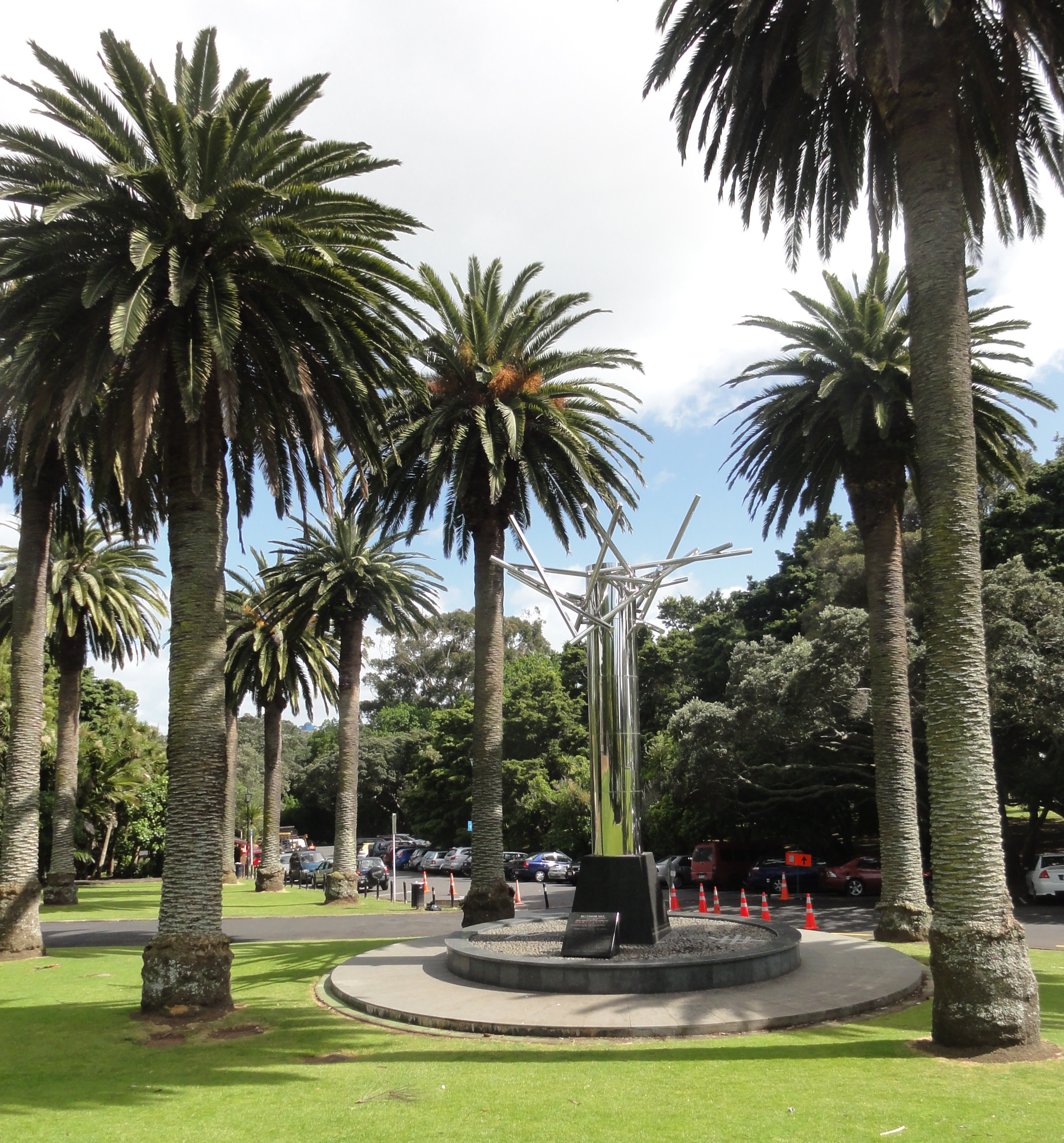
El Árbol del milenio, en Auckland.
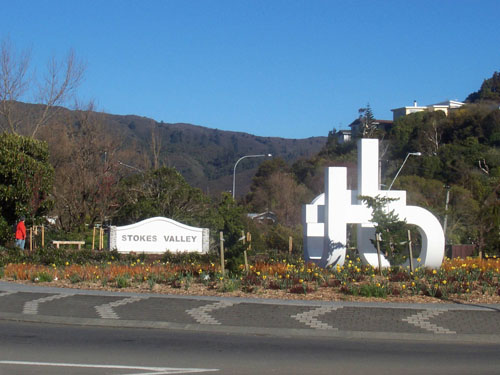
Foto que muestra una gran escultura construida por Guy Ngan asentada en la rotonda de la entrada de Stokes Valley